# El Noticiero (Linares)
El Noticiero fue un periódico español editado en Linares entre 1895 y 1929.

## Historia
Nacido en 1895, había llegado para suceder al desaparecido El Eco Minero. Fundado por Emilio Fernández de Lira, en sus primeros tiempos estuvo dirigido por Sebastián Izquierdo Martínez, que también destacó como propietario de la publicación. Con posterioridad la propiedad pasaó a manos de Diego Molina Cledera, quien también fue su director.
Convertido en el periódico más importante de Linares, con los años El Noticiero se consolidó como el rotativo más importante e influyente de la provincia de Jaén. A la muerte de Diego Molina, en 1927, la publicación fue adquirida por el sacerdote Diego Membrilla Ramos. Bajo la nueva dirección, el diario adquirió una línea editorial de marcado carácter integrista que le hizo perder su anterior prestigio, con la consiguiente caída de lectores. Dejó de editarse el 30 de abril de 1929.